# Óscar González Eguiarte
Óscar González Eguiarte (Saucillo, Chihuahua, México; 1945 - Rosario Tesopaco, Sonora, México; 9 de septiembre de 1968) fue un guerrillero mexicano de origen chihuahuense.

## Infancia y juventud
Óscar nació en Saucillo, Chihuahua, hijo de Tereso González Domínguez y Emilia Eguiarte Rivas, tuvo 4 hermanos. Más tarde, su familia se mudó a Chihuahua Capital para que el y sus hermanos continuaran con sus estudios, ahí cursó la secundaria, la preparatoria e inició sus estudios en leyes en la Universidad de Chihuahua en donde formó parte de las juventudes del Partido Popular Socialista.

## Lucha Social

### Grupo Popular Guerrillero
Mientras Óscar estudiaba filosofía, un joven de nombre, Álvaro Ríos, llegó a Madera, con el fin de crear una organización agrarista a nivel regional, que luego se expandiera a a otros estados del norte del país, y, rápidamente fue estableciendo conexiones con grupos de izquierda, campesinos, profesores y estudiantes en otras partes del estado. En su primera etapa, este movimiento se expandió a Delicias, y Casas Grandes. Ahí, en 1959, entró Pablo Gómez al movimiento junto con otro doctor de nombre Ramiro Burciaga, tenía un consultorio en San Buenaventura. Desde tiempo atrás era notorio el compromiso de Pablo con las causas populares.
En 1960, el movimiento se estableció en la ciudad de Chihuahua, y se empezaron a relacionar en él varios estudiantes de la Universidad de Chihuahua y de la Escuela Normal del Estado, ahí Óscar se unió a éste, también entraron Guillermo Rodríguez Ford, Eduardo Rodríguez Ford, Saúl Chacón y Arturo Gámiz García.
En 1963, ante la eventual elección del candidato del PRI el siguiente año, se organizó convocando a dirigentes del Partido Popular Socialista, la Unión General de Obreros y Campesinos de México (UGOCM), y normales rurales al primer encuentro de la Sierra Tarahumara en octubre, en Ciudad Madera.
El gobierno estatal supo de esto, y, encarceló a Arturo junto a otros dirigentes. Ante la protesta de varios normalistas, medio centenar de estos fueron aprendidos. Los latifundistas a la par, trataron de parar las protestas en su contra, reprimiendo a los campesinos.
El arresto del Arturo Gámiz y la actitud violenta de los caciques, provocó que Salomón Gaytán y el grupo decidieron tomar la violencia como arma, volando primeramente los puentes de la familia Ibarra en febrero de 1964 y luego el 5 de marzo, Gaytán asesinó a Florentino Ibarra. Con la influencia de la Guerrilla de Guerrillas del Che Guevara, se inició así la primera "guerrilla" en México.
Chihuahua parecía un buen escenario, dado el hecho de que por esos tiempos hubo un levantamiento de más de 50 tarahumaras en Humariza, Nonoava, al sur de la capital, en donde estos reclamaban sus tierras y asesinaron a unos funcionarios agrarios que estaban en la zona.
Al año de 1964, con el avance de las campañas electorales y el apoyo que el Partido Popular Socialista le dio al candidato del PRI, Gustavo Díaz Ordaz, comenzaron las rupturas entre el grupo guerrillero y los partidistas. A pesar de ello, Pablo Gómez y su hermano Raúl fueron postulados, teniendo como suplentes a familiares de los caciques, recibiendo por esto último una baja cantidad de sufragios.
Se organizó el Segundo Encuentro de la Sierra Tarahumara, pero ahora, por razones de seguridad, en Torreón de Cañas, Durango. De la asamblea, se originaron cinco documentos llamados "Resoluciones", en las que desde el punto de vista Marxista se analizaba la situación mundial y la del país, en donde se propone la vía armada para lograr cambios profundos en la lucha de clases en México. También en dichos documentos se destaca el triunfo de la Revolución Cubana. La convicción por usar armas quedó marcada en la cuarta resolución:

Estamos convencidos de que ha llegado la hora de hablarles a los poderosos en el único lenguaje que entienden; llegó la hora de que las vanguardias más audaces empuñen el fusil; porque es lo único que respetan y escuchan; llegó la hora de ver si en sus cabezas penetran las balas, ya que razones nunca les entraron; llegó la hora de apoyarnos en el 30-30 y en el 30-06, más que en el Código Agrario y la Constitución.
Cuarto resolutivo del Segundo Encuentro de la Sierra Tarahumara

En el quinto resolutivo se narra, desde su punto de vista, la situación nacional y se critica a los intelectuales, al Partido Popular Socialista, al Partido Comunista Mexicano, a los movimientos obreros y estudiantiles, ya que los consideraban, parte del "Juego de Poder del Estado". También se hacía el comentario de que la izquierda nacional estaba muy reducida además de que el movimiento obrero estaba fracturado. Se colocaba de igual forma a la clase campesina de México en la vanguardia revolucionaria como "la clase más revolucionaria en la historia de México". También se hacía hincapié en la creación de núcleos entrenados y para combatir al "Estado burgués". Y como sugería la Guerrilla de Guerrillas, no buscaban reclutamiento masivo sino la creación de pequeños grupos de veinte o quince que iniciaran operativos militares en diversos puntos del país y, detonaran el surgimiento de más. Además, advertía que, "La lucha será terriblemente prolongada, no se contará por años, sino por décadas, por eso es ya la hora de empezar y hay que empezar jóvenes si queremos tener tiempo de lograr las cualidades que sólo los años de acción proporcionarán". En los planes iniciales de la organización estaba el no incluir en su primer "foco" mujeres, dado lo difícil que sería la lucha, aunque 7 mujeres trataron de unirse, fueron rechazadas.
Óscar sobrevivió al fallido Asalto al cuartel de Madera perpetrado el 23 de septiembre de 1965 en el que murieron varios de sus compañeros, y terminó huyendo y escondiéndose en el interior de la Sierra Tarahumara.

### Grupo Guerrillero del Pueblo Arturo Gámiz
Si el dinero de los ganaderos ha silenciado a las autoridades ante tanta ilegalidad e injusticia, el pueblo ha despertado y actuará amparado en la fuerza de la razón.
Óscar González Eguiarte.

Después del fallido ataque al cuartel de Ciudad Madera el 23 de septiembre de 1965, Óscar, junto a Ramón Mendoza, bajó de un camión en la Calle Vicente Guerrero de la Capital del Estado, cuando fueron arrestados por una patrulla de la Policía Municipal y fueron llevados a la comandancia. Ahí dentro, uno sacó una pistola y lograron escapar, y refugiarse en una casa la cual fue cercada y terminaron finalmente arrestados. A raíz de ello, Óscar pasó poco más de un año en la cárcel.
Al salir de la prisión, Óscar, reanudó el movimiento guerrillero junto a nuevos integrantes como Juan, Jesús y Vicente Güereca, con Jesús María Casavantes, Carlos Armendáriz Ponce y Jaime García Chávez en el verano de 1968. A la par, los movimientos de izquierda iban cogiendo más popularidad y seguidores en las ciudades del estado, principalmente en la capital a causa de la fundación de la Colonia Francisco Villa el 17 de junio de 1968, además del Movimiento estudiantil de 1968 en la Ciudad de México.
Por una parte, Óscar trató de conseguir que su grupo se artículara dentro de la Organización Nacional de Acción Revolucionaria, encabezado por el exdiputado del PPS Rafael Estrada Villa, y se unió a esta disolviéndose la alianza al pasar poco tiempo pero el grupo siguió solo. Al pasar del tiempo el grupo se vio reducido a unos cuantos miembros.
A la par, el grupo se movió a la Sierra Tarahumara, en donde se unió también un joven de apenas 17 años llamado Carlos Armendáriz Ponce se unió junto a Guadalupe Scobell y Antonio Gaytán quienes habían perdido a sus hermanos en el asalto al cuartel de Madera.
Debido a la constante explotación por parte de la empresa Maderas de Tutuaca a los campesinos y ejidatarios en Tomóchic, el grupo mantiene los ojos en un aserradero de la empresa en dicha población, después de haber realizado diversos ataques y movimientos en la Sierra, deciden atacar el aserradero después de haber practicado tiro, cabalgata y haber realizado ejercicios físicos y guardias nocturnas.

## Ataque al aserradero, persecución y muerte
Finalmente, el 19 de julio de 1968, los guerrilleros quemaron el aserradero en Tómochic, y se volvió noticia nacional e incluso internacional por cable, ante ello, la Secretaría de la Defensa Nacional hizo circular un boletín de prensa en el que responsabilizaba del ataque a un grupo de delincuentes y desplegó alrededor de 7,000 soldados de los estados de Chihuahua, Sonora, Durango, Sinaloa, Nuevo León y el Distrito Federal para rastrearlos.
A principios de agosto, el grupo decidió replegarse y huir hacia Sonora para esconderse. En Yoquivo, Municipio de Batopilas fueron descubiertos y delatados. Siguiendo su camino a pie hacia Sonora, fueron ubicados por un helicóptero del ejército, el cual al descender para capturarlos fue recibido a balazos, resultando muerto el piloto y preso el sargento, al cual Óscar le perdonó la vida y volvió con los militares para indicarles la posición del grupo de guerrilleros.
El 26 de agosto, el grupo fue nuevamente alcanzado en el Municipio de Morelos y fueron atacados por el ejército y ahí Carlos Armendáriz (el más joven del grupo) perdió la vida en el suelo y junto a Arturo Borboa Estrada, en medio de la refriega, Óscar es herido en la espalda y tiene que ser ayudado a salir del lugar. Después de ello, el grupo se esconde en una cueva y tratan de curar las heridas de Óscar y al pasar tres días y al no sanarlas, se tomó la decisión de bajar a Ciudad Obregón en Sonora.
Días después, la V Zona Militar con sede en Chihuahua Capital, informó que había sido muerto Carlos David Armendáriz Ponce, y que no había grupos guerrilleros en la sierra de Chihuahua, además de que habían sido localizados solo seis elementos y como parte de la persecución habían encontrado unos documentos que estaban firmados con el nombre de Óscar González Eguiarte quien había sido relacionado con los hechos ocurridos el 19 de julio en el aserradero de Tómochic, todo esto, como respuesta a una nota publicada el 3 de septiembre por el diario The Herald Post en la ciudad de El Paso, Texas en los Estados Unidos que decía que "se había registrado un choque entre soldados federales y guerrilleros en un lugar ubicado a 42 kilómetros de Tomóchic" a lo que la V Zona Militar llamó como publicación exagerada.
Los elementos que el comunicado refería eran Óscar González Eguirte, José Luís Guzmán Villa, Arturo Borboa Estrada, Juan Antonio Gaytán Aguirre, Guadalupe Scobell Gaytán y Carlos David Armendáriz Ponce.
Unos cuantos días después, tras verificar que el ejército se había alejado, el grupo reemprendió su camino hacia Ciudad Obregón. El grupo caminó por más de ocho días debido al mal estado de Óscar, hasta avistar el Valle del Yaqui en donde bajan en busca de llegar al pueblo de Rosario Tesopaco a donde llegan el 6 de septiembre, donde se instalan en un campamento antes de entrar al pueblo. Antes de llegar a Rosario Tesopaco, son avistados y entonces se les denuncia ante las autoridades en dicho poblado, por lo cual el ejército y la policía lo estaba buscando en las cercanías del pueblo.
A estas alturas, las heridas en la espalda de Óscar se habían gangrenado, y el grupo carecía de alimentos y estaba muy débil. Entonces, el grupo se separa en dos, quedando con Óscar, Arturo Borboa y José Luís Guzmán. El 8 de septiembre, en la madrugada, los tres hombres tratan de tomar una camioneta con el fin de entrar por sorpresa, siendo emboscada por José Luis en lo que Óscar y Arturo esperaban atrás de la maleza, pero resultó ser una camioneta que estaba siendo usada por militares y policías judiciales para patrullar la zona y cae muerto. Óscar y Arturo logran huir.
Ambos llegan a un rancho la mañana del 9 de septiembre y se les da comida, pero antes de haber llegado a este habían sido vistos y denunciados. La policía fue al rancho a verificar y rodeó la casa y gritó "¡judicial del estado y ejército los tienen rodeados! ¡Salgan con las manos en alto!" y salió un hombre con las manos en alto, que era Arturo, y después salió Óscar, herido, con la ropa rota, con zapatos completamente destrozados y profundo cansancio.
Ambos fueron llevados a la cárcel del pueblo y posteriormente puestos a disposición del ejército. Después fueron detenidos Juan Antonio y Guadalupe y fueron llevados a Rosario Tesopaco y reunidos con sus compañeros, ahí, fueron sometidos a un intenso interrogatorio con violencia, posteriormente, fueron llevados a pie a las afueras del pueblo para ser fusilados por la tarde y enterrados en el panteón del poblado.
Días después, llegó en avioneta un hombre que parecía ser acaudalado al pueblo, con documentos que autorizaban la exhumación de un cuerpo, y fue llevado de inmediato al panteón. Al tenerlo enfrente, el hombre limpió la frente del muchacho y le plantó un cariñoso beso en la frente. Era mi hijo —dijo— pero no pude llegar a tiempo para salvar su vida. Según trascendió se trataba de Tereso González Domínguez, padre de Óscar.